# Хилько Федір Васильович
Хилько Федір Васильович (1 січня 1915, с. Гур'ївка, Новоодеський район, Миколаївська область — 1985, м. Миколаїв, УРСР) — Герой Соціалістичної Праці (1960), суднобудівник.
В 1932 закінчив школу ФЗУ і прийшов працювати на з-д ім. А. Марті (нині ЧСЗ) слюсарем-судномонтажником. У роки радянсько-німецької війни брав участь в обороні Одеси та Севастополя, був учасником легендарного переходу судна «Анастас Мікоян» з Чорноморського басейну в Північний Льодовитий океан.
З 1948 очолював бригаду слюсарів-монтажників на ЧСЗ. Бригада монтувала двигуни на китобази «Радянська Україна» і «Радянська Росія».